# Robinsonia multimaculata
Robinsonia multimaculata är en fjärilsart som beskrevs av Rothschild 1909. Robinsonia multimaculata ingår i släktet Robinsonia och familjen björnspinnare. Inga underarter finns listade.